# STS-101
STS-101 byla mise amerického raketoplánu Atlantis k Mezinárodní vesmírné stanici. Jednalo se o 98. let raketoplánu a 21. let raketoplánu Atlantis. Cílem desetidenní mise byla doprava zásob na stanici. Start mise byl třikrát opožděn kvůli silnému větru v místě startu. Raketoplán uskutečnil 155 obletů Země. Uskutečnil se jeden výstup do otevřeného vesmíru.

## Posádka
- James D. Halsell, Jr. (5), velitel
- Scott J. Horowitz (3), pilot
- Mary Ellen Weberová (2), letový specialista 1
- Jeffrey N. Williams (1), letový specialista 2
- James S. Voss (4), letový specialista 3
- Susan J. Helmsová (4), letový specialista 4
- Jurij V. Usačov (3), letový specialista 5, Roskosmos (RKK Eněrgija)

V závorkách je uvedený celkový dosavadní počet letů do vesmíru včetně této mise.

## Průběh mise
K setkání raketoplánu s ISS došlo v neděli 21. května 2000 v 04:31 UT. Ještě před vstupem astronautů na palubu ISS se 22. května uskutečnil jeden výstup do vesmíru (EVA). Během něj Voss a Williams připevnili na povrch ISS americký manipulátor (jeřáb) OTD. Ten byl totiž během své původní instalace zajištěn nedokonale. Astronauti také dokončili instalaci ruského manipulátoru Strela na adaptéru mezi moduly Unity a Zarja. Poté vyměnili na modulu Unity jednu ze dvou antén ECOMM. Pro ulehčení budoucích operací vně stanice připevnili Voss a Williams na povrch ISS osm nových madel.
Následující den vstoupila posádka raketoplánu do ISS. Jako první do stanice vstoupili Helmsová, Usačov a Voss, kteří by měli v příštím roce vytvořit druhou základní posádku ISS. Astronauti vyměnili dvě ze šesti baterií, instalovali nové potrubí, které pomohlo zlepšit cirkulaci atmosféry. Také odebrali vzorky atmosféry k pozdější analýze.
V dalších dnech astronauti přenášeli náklad na ISS a prováděli na stanici opravy. V modulu Zarja vyměnili 4 baterie a požární hlásiče, paměť v telemetrickém systému (u které končila záruční doba) a v neposlední řadě naplnili čtyři plastikové vaky (každý o objemu 45 litrů) vodou. Celkem bylo přeneseno přes 1000 kg nákladu.
Posledním úkolem mise STS 101 bylo zvýšení dráhy komplexu ISS. K němu došlo 25. května 2000. Raketoplán pomocí motorků RCS „zvedl“ ISS o zhruba 40 km. Během celkem 3 manévrů byl ISS naveden na novou oběžnou dráhu ve výši 372 × 380 km. Následujícího dne se Atlantis od ISS odpojil a po provedení inspekčního obletu se vydal na sestupnou dráhu k Zemi. Na ranveji 15 Kennedyho vesmírného střediska přistál úspěšně 29. května 2000 v 8:20 hodin SELČ.
Mise STS-101 byla první, kdy se do vesmíru vypravil raketoplán se skleněným kokpitem.

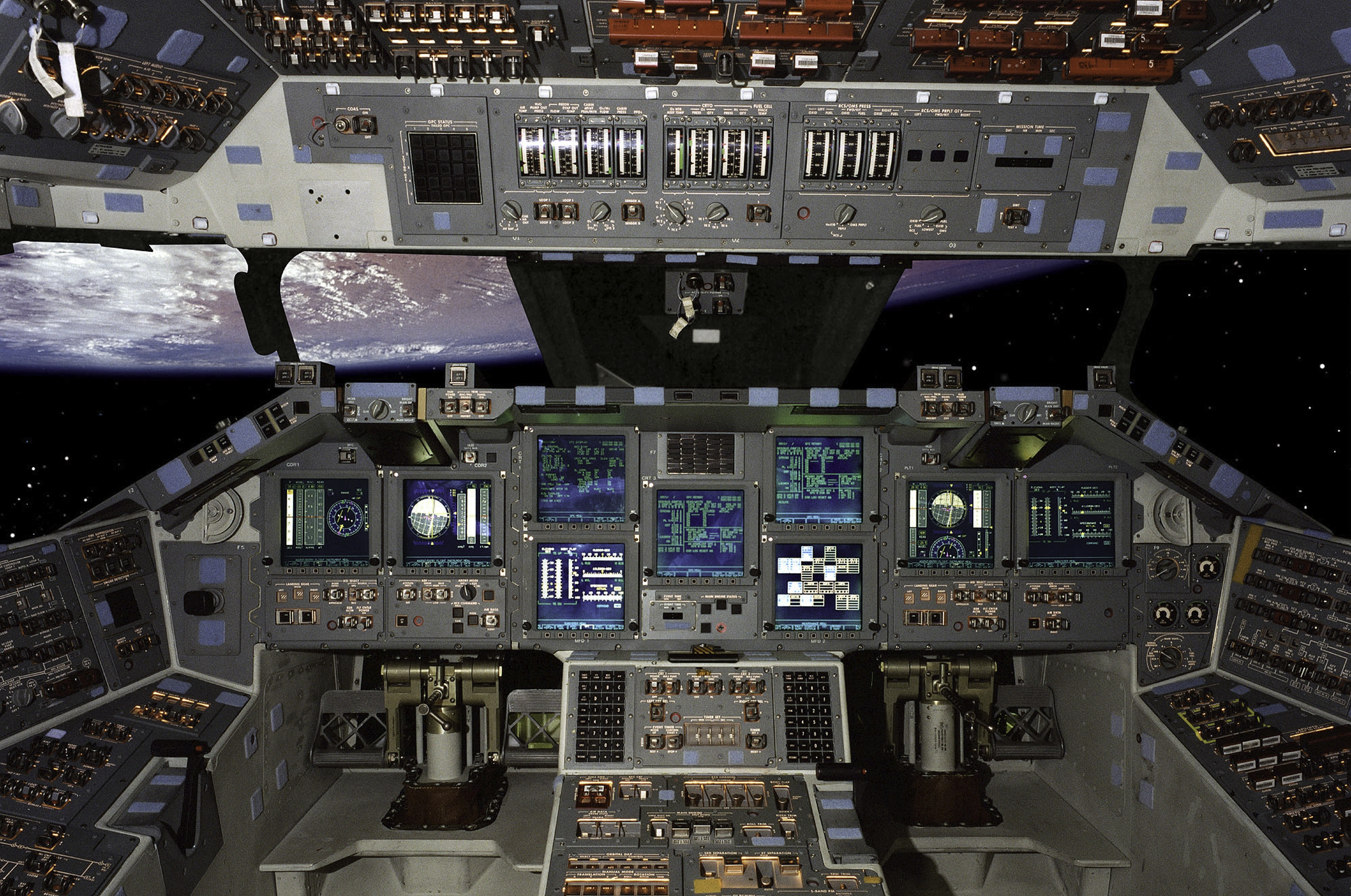
Skleněný kokpit byl poprvé použit právě při misi STS-101.